# Dirk Höller
Dirk Höller (* 15. November 1966 in Offenburg) ist ein deutscher Kunstschmiedemeister.

## Leben und Wirken
Dirk Höller ist der Sohn von Jakob und Ingelore Höller, geb. Graffenberger. Er wuchs in Osnabrück und Hasbergen auf. Dort besuchte er die Grundschule sowie das Ratsgymnasium Osnabrück. Sein Talent wurde von seinen Lehrern früh erkannt und gefördert.
1985 begann er in Hasbergen bei Meister Werner Niemeyer eine dreijährige Kunstschmiedelehre und ging anschließend auf traditionelle Wanderschaft. Dabei hospitierte er zunächst bei dem Schweizer Schmied Hans-Ueli Baumgartner, dessen Meisterschüler er wurde. Ein weiterer Arbeitsaufenthalt führte Höller zum Kunstschmiedemeister Alfred Habermann, wonach er für drei Jahre auf die Walz ging, die ihn zu Künstlern wie Schwerzmann nach Zug, zu Lauber nach Luxemburg und in verschiedene Kunstschmieden nach Österreich und Tschechien führte. Im Anschluss daran reiste er nach Indonesien, wo er in verschiedenen Gong- und Krisschmieden arbeitete, danach weiter nach Neuseeland zu Greg Mackenzie und nach Australien zu Annandale Wrought Iron. Bei den Künstlern Schorsch Wolf in Darmstadt, Ulrich Schmied (Skrodzki) sowie dem Designer Ulrich Barnickel schloss er diese dreijährige Reise ab.
Nach einem Meisterschullehrgang im Internat legte Höller 1995 in Arnsberg im Sauerland die Meisterprüfung im Kunstschmiedehandwerk mit der Jahrgangsbestnote ab und machte sich mit dem Meisterbrief 1995 selbständig, indem er ein Werkstatt-Atelier in Stemwede einrichtete. Hier begann er, eigene Skulpturen zu schaffen und erhielt schon bald erste Aufträge von privaten Auftraggebern. Bei guter Auftragslage mit zum Teil großen Skulpturen, beschloss Höller sich räumlich zu vergrößern und errichtete auf einem Grundstück im nahe gelegenen Bad Essen zwei neue Werkhallen für die Anfertigung großer Skulpturen und Objekte. Eine ständige Ausstellung seiner Werke befindet sich auf dem seiner Bad Essener Werkstatt angeschlossenen Gelände in seinem 4.500 m² großen Skulpturengarten.
Höller hat einen Sohn und ist seit 2019 mit der Erzieherin Ingrid Höller geb. Horst verheiratet.

## Werk
Höller schuf zwischen 1995 und 2020 über 60 große Metallkunstwerke, von denen einige im öffentlichen Raum sowie temporär auf verschiedenen Landesgartenschauen zu sehen sind. Aufträge erhielt er von privat als auch gelegentlich von der öffentlichen Hand.

## Werke und Ausstellungen

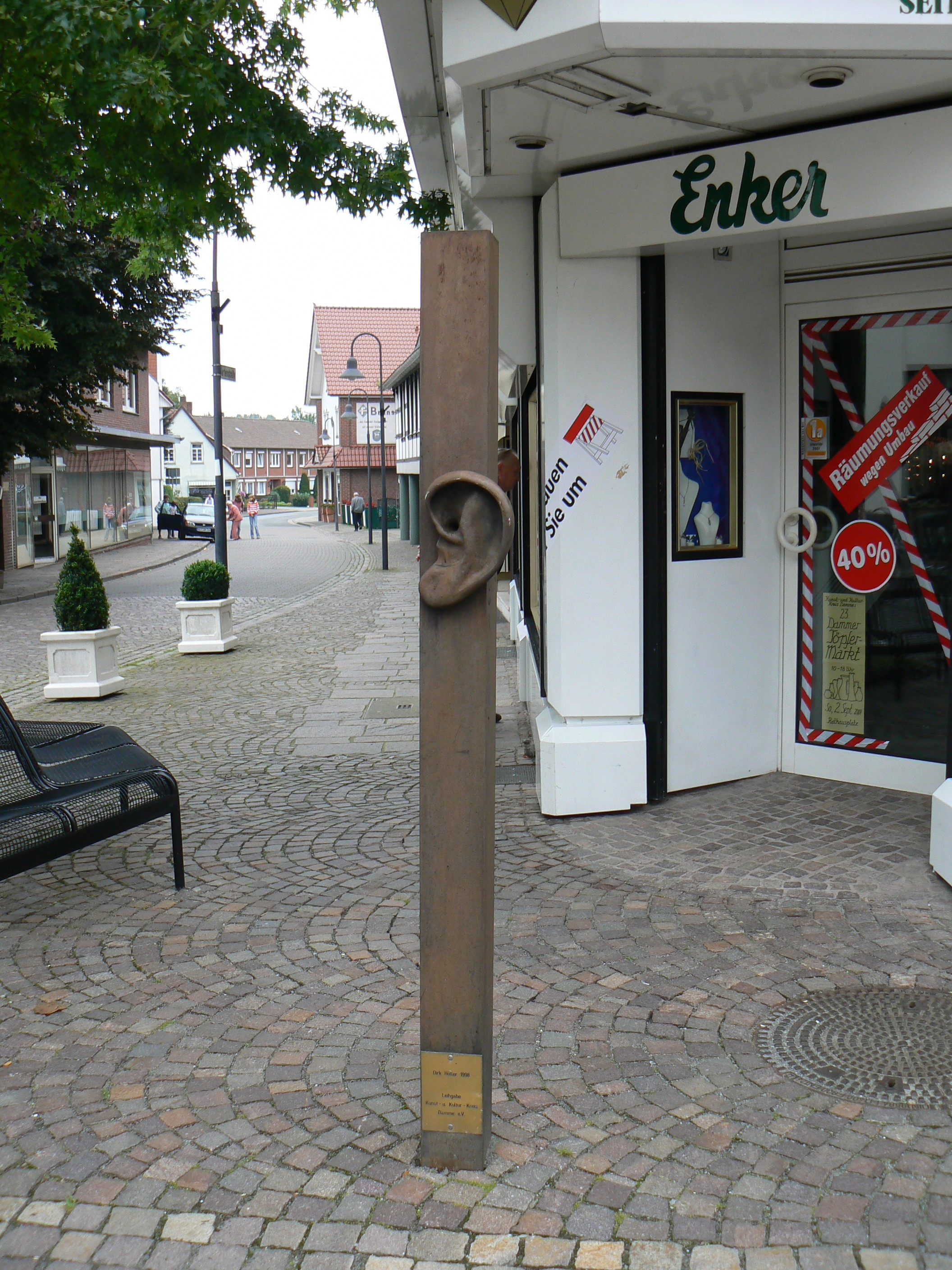
Skulptur „Ohr an Stele“ in Damme

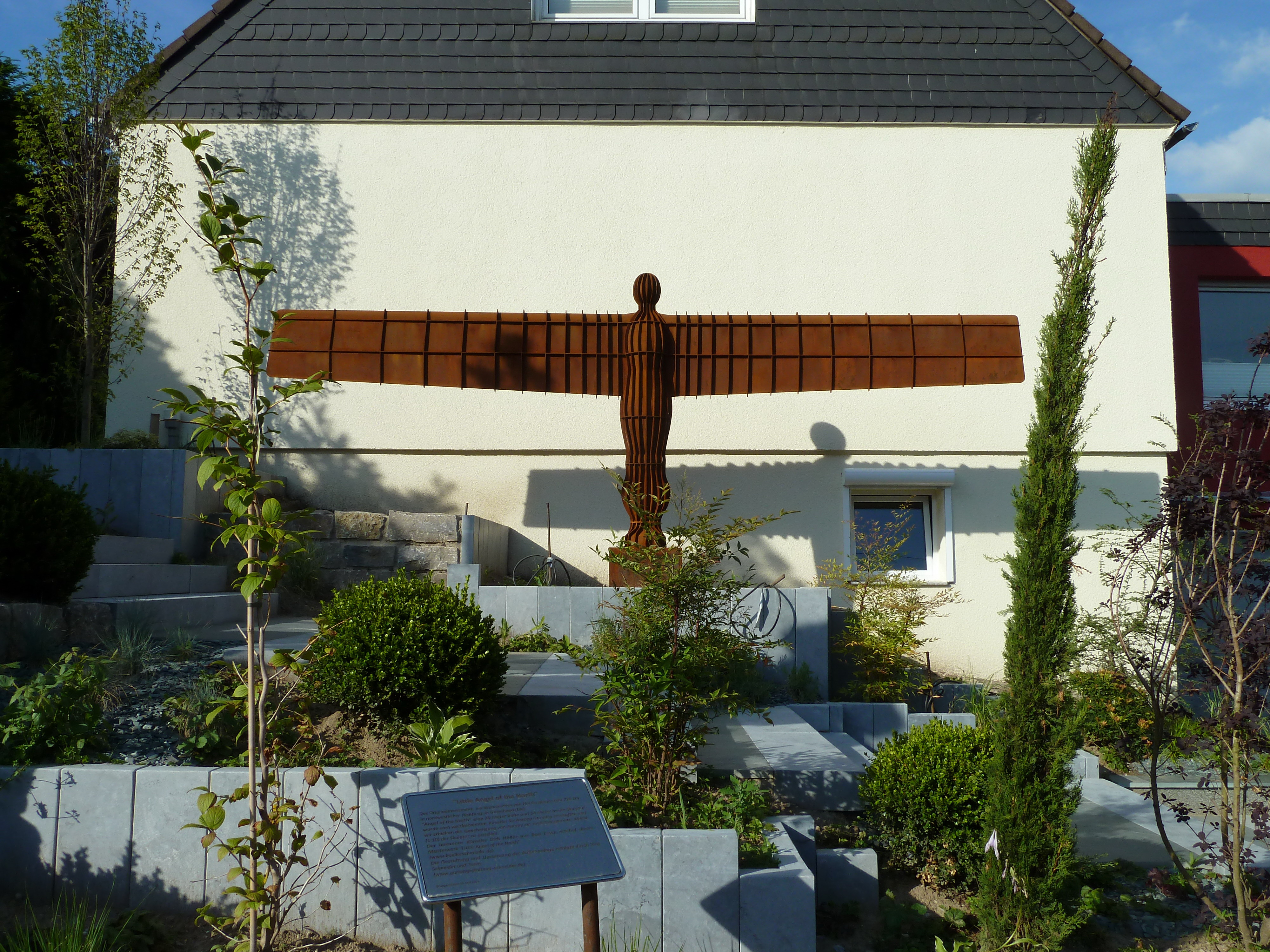
„Little Angel of the North“ in Wuppertal

- 1996: Ausstellung „Offenes Feuer“ Einjähriges Atelier Stemwede
- 1997: Ausstellung „Stahl muss es sein“ Mathildenhöhe Darmstadt
- 1998: Ausstellung „Kunst im Moor“ Emsland/EUREGIO
- 1999: Ausstellung „Metall in Form“ Bad Homburg
- 1999: Künstlerische Rekonstruktion des Thoraschreins, alte Synagoge/Petershagen
- 2000: Großskulptur „Weltkugel“ Edelstahl Technologiepark Bremen
- 2001: Ausstellung „Kunst braucht Raum“ Freiluftgalerie Stemwede
- 2002: Landesgartenschau Bad Zwischenahn
- 2003: Hommage an Casper David Friedrich „Das Eismeer“, Großskulptur Edelstahl Eiswelt Leipzig – Nova Eventis
- 2004: Großskulptur Edelstahl „Die Urblätter“ Leipzig
- 2005: Dreiteilige Großskulptur Bronze „Wasserwellen“ Leuna / Günthersdorf
- 2006: Dauerausstellung in den Rila Erlebnisgärten und Rila Feinkost Gastronomie www.rila-erleben.de
- 2008: „Weg der Sinne“ Kurpark Bad Essen
- 2010: Landesgartenschau Bad Essen
- 2010: begehbare Großskulptur „mehr Werte“ 2,0 × 7,0 × 3,5 m hoch
- 2010: Ausstellung Galerie 24, Gut Ostenwalde 2010
- 2012: Großskulptur Kreisverkehr B218/B65 „Wittlager Blume“ mit den Stadtwappen Bad Essen, Bohmte und Ostercappeln
- 2013: Großskulptur „Ex Ovo“, 9 m hohe Stahl-Edelstahl Kombination
- 2014: Skulptur „Little Angel of the North“, Wuppertal, maßstabgetreues Abbild von Antony Gormleys „Engel des Nordens“ (1:10)[3]
- 2018: Ausstellung „Quadratur des Lichts“, Galerie MahoLine
- 2018: Landesgartenschau Bad Iburg
- 2019: Skulpturenpfad Werther[4]
- Skulpturen „Ohr an Stele“ und „Knotensäule“, Skulpturenpfad Damme[5]